# ¡Adios Amigos!
¡Adios Amigos! četrnaesti je i konačni studijski album od američkog punk rock sastava Ramones, koji izlazi u srpnju 1995.g. Album sadrži skladbe "Making Monsters For My Friends" i "It's Not For Me to Know", originalne snimke od Dee Dee Ramonea, koje se nalaze na njegovom albumu I Hate Freaks Like You što ga je zajedno snimio s I.C.L.C 1994.g. Skladbu "The Crusher", također je napisao Dee Dee Ramone u njegovoj kratkoj rep glazbenoj karijeri kada je nastupao kao Dee Dee King, kao i dvije cover skladbe, "I Don't Want to Grow Up" od Toma Waitsa' i "I Love You" od Johnnyja Thundersa. 
Japanska verzija albuma sadrži i bonus skladbu "R.A.M.O.N.E.S.", originalno snimljena od britanskog heavy metal sastava Motörhead u počast Ramonesima i nalazi se na njihovom albumu 1916. Američka verzija izdanja sadrži jednu skrivenu skladbu "Spider-Man" blago različita od originalne snimke koja se nalazi na albumu Saturday Morning. 

## Popis pjesama
1. "I Don't Want to Grow Up" (Tom Waits/Kathleen Brennan) – 2:46
2. "Makin' Monsters For My Friends" (Dee Dee Ramone/Daniel Rey) – 2:35
3. "It's Not For Me to Know" (Dee Dee Ramone/Daniel Rey) – 2:51
4. "The Crusher" (Dee Dee Ramone/Daniel Rey) – 2:27
5. "Life's a Gas" (Joey Ramone) – 3:34
6. "Take the Pain Away" (Dee Dee Ramone/Daniel Rey) – 2:42
7. "I Love You" (John Genzale) – 2:21
8. "Cretin Family" (Dee Dee Ramone/Daniel Rey) – 2:09
9. "Have a Nice Day" (Marky Ramone/Skinny bones) – 1:39
10. "Scattergun" (C.J. Ramone) – 2:30
11. "Got Alot to Say" (C.J. Ramone) – 1:41
12. "She Talks to Rainbows" (Joey Ramone) – 3:14
13. "Born to Die in Berlin" (Dee Dee Ramone/John Carco) – 3:32

### Bonus pjesme
- "R.A.M.O.N.E.S." (Japan)
- "Spider-Man" (in Amerika)

## Izvođači
- Joey Ramone - prvi vokal
- Johnny Ramone - prva gitara
- C.J. Ramone - bas-gitara, prateći vokali
- Marky Ramone - bubnjevi

## Vanjske poveznice
- discogs.com - Ramones - ¡Adios Amigos!